# Château de Saint-André-d'Hébertot
Le château de Saint-André-d'Hébertot est une demeure, des XVIIe et XVIIIe siècles, qui se dresse sur le territoire de la commune française de Saint-André-d'Hébertot dans le département du Calvados, en région Normandie. L'édifice est partiellement protégé aux monuments historiques.

## Localisation
Le château est situé, au lieu-dit le Château, sur le territoire de la commune de Saint-André-d'Hébertot, dans le département français du Calvados.

## Historique
En 1596, Jacques de Nollent (1523-1608), seigneur de Fatouville, acquiert le fief d'Hébertot. C'est à celui-ci que l'on doit la construction de la grande tour, bâtie au début du XVIIe siècle. En 1664, François de Nollent, seigneur de Frénouville, de la branche des Nollent Trouville, épouse sa cousine Marie de Nollent avec qui il aura un fils, Jean de Nollent, qui sera à son tour seigneur d'Hébertot. Jean, de son mariage avec sa cousine, Marie, née Nollent, aura une fille Françoise-Marthe-Angélique de Nollent qui épouse en 1729, Henri-François-de-Paule Daguesseau, fils du chancelier Daguesseau. Françoise, héritière du château, le vend en 1780 au comte de Blangy, Pierre Constantin Leviconte de Blangy (1722-1792).
En 1791, le domaine est acquis par un Rouennais, Duhamel, dont la famille le conservera jusqu'en 1852.
C'est au château que meurt en 1829 le chimiste Vauquelin.

## Description
Le château actuel est édifié aux XVIIe et XVIIIe siècles.
Le corps de logis Louis XV, reconstruit vers 1730, par Françoise de Nollent et Henri d'Aguesseau, jouxte un gros pavillon Henri IV bâti au début du XVIIe siècle par Guy de Nollent.

## Protection
Au titre des monuments historiques :
- les façades et toitures des bâtiments des communs sont inscrites par arrêté du 7 juillet 1948 ;
- les façades et couvertures du château ; les douves ; le parterre à la française, sont classés par arrêté du 2 mai 1961.